# Сєверний (Гусєвський район)
Сєверний (рос. Северный) — селище Гусєвського району, Калінінградської області Росії. Входить до складу Кубановського сільського поселення.
Населення —  305 осіб (2015 рік). 

## Населення
| 2002 | 2010 |
| ---- | ---- |
| 330  | ↘305 |